# 戡亂時期檢肅匪諜條例

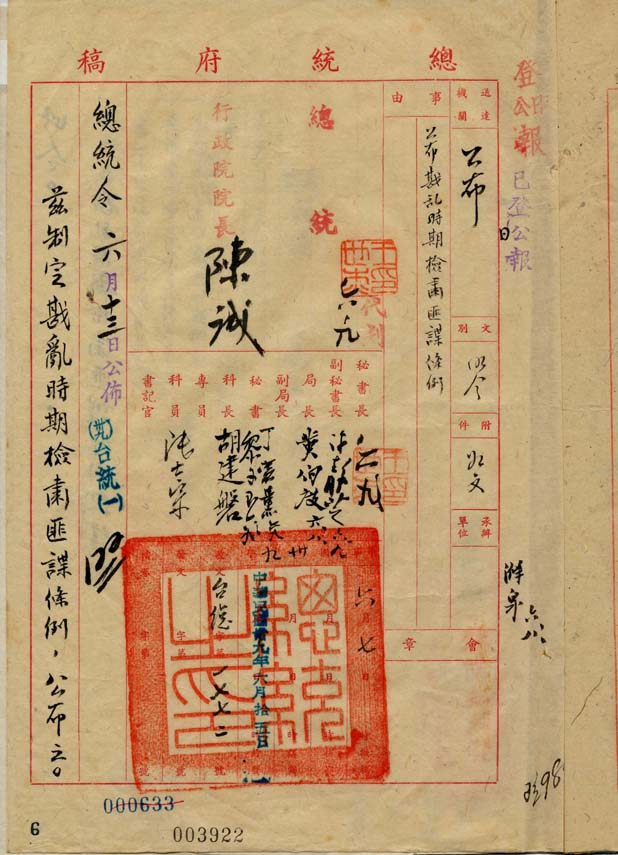
以總統令制定戡亂時期檢肅匪諜條例

《戡亂時期檢肅匪諜條例》是中華民國政府在動員戡亂時期偵辦以及審理匪諜相關案件的主要法律依據之一，其中條文共計有15條並且被視為動員戡亂時期的特別法。《戡亂時期檢肅匪諜條例》於1950年6月公布，並且曾經1954年12月修正部分條文。而在該條例通過後，臺灣警備總司令部便據以負責逮捕被認為有匪諜嫌疑的人士。也因為只要被密報是匪諜後，政府就可以逮捕並逕送當地最高治安機關，不需要經過正當審判程序審訊乃至定罪下獄、沒收全部財產，使其淪為臺灣白色恐怖時期的建構法源之一。在擴充解釋匪諜犯罪構成要件後，政府縱容情治單位機關網羅所有人民的政治活動並加以限制，在國家公權力長期濫用的情況下，人民基本言論自由或隱私權完全失去保障；為求自保而告密則常造成冤案，人民喪失互信。1988年，時任立法委員劉松藩曾針對開放大陸探親政策實施後該條例實施不合時宜之處提出質詢，要求檢討調整。1991年5月1日動員戡亂時期終止後，作為動員戡亂時期特別法的《戡亂時期檢肅匪諜條例》理應因為喪失法源而失效，但由於《中華民國憲法增修條文》制定時授權未完成修訂或廢止，而原先僅限適用於動員戡亂時期的特別法得繼續適用至1992年7月31日；同年該條例因先前為應對中共叛亂制定的《懲治叛亂條例》業經廢止而喪失法源依據，立法院於5月24日通過廢止《戡亂時期檢肅匪諜條例》，並經總統公布。